# Арсаго-Сеприо
Арсаго-Сеприо (итал. Arsago Seprio) — коммуна в Италии, расположена в области Ломбардия, подчинена административному центру Варезе.
Население коммуны, на 01.01.2024 года, составляет 4732 человека, плотность населения ─ 455,88 чел./км². Коммуна занимает площадь 10,38 км². 
Почтовый индекс — 21010. Телефонный код — 0331.
Покровителем коммуны почитается святой мученик Виктор Мавр, день памяти ежегодно отмечается 8 мая.

## Климат
Согласно климатической классификации итальянских муниципалитетов, Арсаго-Сеприо входит в климатическую зону Е, количество градусо-дней составляет 2525.